# Estevão Torquato da Silva
Estevão Torquato da Silva (Cuiabá, 2 de agosto de 1926 — Cuiabá, 24 de agosto de 2008) foi um dentista, economista,  militar e político brasileiro com atuação em Mato Grosso.

## Biografia
Frequentou o curso de contabilidade da Escola Técnica de Comércio de Cuiabá e mais tarde tornou-se cirurgião-dentista pela Faculdade Fluminense de Medicina e oficial-dentista pela Escola de Saúde do Exército. Estudou economia na Faculdade de Economia da Universidade Federal de Mato Grosso, antiga Faculdade de Ciências Econômicas de Mato Grosso, e fez estágio na Universidade de San Diego. Dirigiu a Escola Técnica Federal de Mato Grosso, atual Instituto Federal de Mato Grosso e foi diretor financeiro das Centrais Elétricas Matogrossenses. Eleito vereador em Cuiabá e deputado estadual em 1978, foi também presidente do Mixto Esporte Clube. Eleito vice-prefeito de Cuiabá em 1985, assumiu o cargo titular quando Dante de Oliveira (PMDB) ocupou o Ministério da Reforma Agrária no governo José Sarney.

## Morte
Diagnosticado em 1993 com câncer de próstata, faleceu na manhã do dia 8 de agosto de 2008, com 82 anos no Hospital Santa Rosa em Cuiabá.